# Триноминальная номенклатура
В биологии триноминальная номенклатура относится к названиям таксонов ниже ранга видов. Эти имена состоят из трех частей. Использование отличается в зоологии и ботанике.

## В зоологии
Для животных научные названия регулируются Международным кодексом зоологической номенклатуры. Ниже ранга вида допускается только один ранг: подвид. Например, Buteo jamaicensis borealis является одним из подвидов вида краснохвостого сарыча Buteo jamaicensis.

## В ботанике
Для водорослей, грибов, растений и их окаменелостей существует неопределенное количество внутривидовых рангов, допустимых ниже уровня видов. Второстепенными рангами ниже видового ранга являются разновидности и формы, и можно сделать больше рангов, используя префикс «sub» для создания подвида, подмногообразия, подформы. Очень редко создаются еще больше форм, таких как суперподвиды. Не все эти ранги нуждаются в уточнении, например, одни авторы предпочитают делить виды растений на подвиды, тогда как другие предпочитают использовать сорта.
Эти ранги являются компонентами биологической классификации, например Corylopsis sinensis var. calvescens f. veitchiana — это декоративное садовое растение. Тем не менее, название не совпадает с классификацией, и название этого растения является триноминальным, состоящим только из трех частей, две части вида Corylopsis sinensis, плюс форма эпитета veitchiana, чтобы получить Corylopsis sinensis f. veitchiana.